# 湯河原町立湯河原中学校
湯河原町立 湯河原中学校（ゆがわらちょうりつ ゆがわら ちゅうがっこう）は、神奈川県足柄下郡湯河原町にある公立中学校である。

## 沿革
出典
- 1947年（昭和22年）
  - 5月5日 - 新学制により、湯河原中学校・吉浜中学校開校。
  - 9月2日 - 吉浜町立吉浜中学校を吉浜町福浦村学校組合立吉浜中学校と改称。
- 1948年（昭和23年）
  - 11月15日 - 湯河原中学校校舎落成式挙行し、校歌発表会開催。
  - 11月20日 - 吉浜中学校校舎移転式挙行
- 1955年（昭和30年）4月1日 - 町村合併により、湯河原町立湯河原中学校、湯河原町立吉浜中学校と、それぞれ改称。
- 1961年（昭和36年）5月1日 - 両校統合し、湯河原町立湯河原中学校の開校式挙行。
- 1963年（昭和38年）
  - 3月 - 校舎落成式挙行。
  - 10月30日 - 露木ヤス氏寄付金で、プラネタリウム完成。
- 1965年（昭和40年）9月7日 - 体育館落成式挙行。
- 1966年（昭和41年）5月2日 - 特別支援学級開設。
- 1970年（昭和45年） - 運動場諸施設（照明、観覧席、スプリンクラー）完成（旧湯河原中）
- 1976年（昭和51年）11月7日 - 創立30周年式典挙行
- 1978年（昭和53年）4月 - プール完成（25m×7コース）。
- 1989年（平成元年）
  - 5月31日 - グラウンド大規模改修完了（62年度東側植栽完成・旧湯河原中）。
  - 9月1日 - 校則一部改訂（男子頭髪自由化を中心として）。
- 1997年（平成9年）4月30日 - 創立50周年式典挙行。
- 2002年（平成14年）10月1日 - 新コンピューターシステム設置完了。
- 2004年（平成16年）4月1日 - 学校二期制制実施。
- 2007年（平成19年）4月 - 問題行動等未然防止調査研究校指定。
- 2009年（平成21年）8月31日 - 旧湯河原高校跡地へ仮校舎移転。
- 2013年（平成25年）3月25日 - 平成23年度湯河原中学校大規模改修工事及び平成24年度湯河原中学校避難経路等改修工事が完了。
- 2017年（平成29年）10月 - 新テニスコート完成。
- 2020年（令和2年）
  - 2月27日 - 区長との懇談会を設置。
  - 3月3日 - 新型コロナウイルス感染予防対策のため、臨時休校の措置を採る。

## 所在地
- 足柄下郡湯河原町吉浜1576-31

## 不祥事
いじめ自殺
- 2013年4月に当時中学2年生の同校生徒が自殺したのは、同級生による日常的ないじめが原因だったと、2014年3月、町教育委員会が設置した調査委員会による報告書が提出された[2]。

## 周辺
- 国道135号線
- 神奈川県道75号湯河原箱根仙石原線
  - 県道75号線は、本校付近で国道135号線に合流する。
- エスポットモール - 敷地が隣接。
- アクロスプラザ湯河原 - 国道135号線をはさんで、敷地が隣接。
- 相模湾 - 校地東側に面する。
- 湯河原海浜公園 - 敷地が隣接。
  - 湯河原海浜公園プール
- 八幡神社 - 国道135号線をはさんで、敷地が隣接。
- 湯河原町浄水センター - 湯河原海浜公園に隣接。

## 交通アクセス
- 箱根登山バス・伊豆箱根バスで、「門川」停留所（県道75号線上）下車後、国道135号・県道75号の「湯河原駅入口」T字路交差点にある学校正門まで、
  - 真鶴駅行のりばから、徒歩約120m・約2分。
  - 湯河原駅行のりばから、徒歩約120m・約2分。
- JR東日本東海道本線湯河原駅から、
  - 上述の路線バスに乗車し、「門川」停留所下車後、徒歩。
  - 徒歩約1.1km・約17分。

## 著名な卒業生
- 山田晃士 - サッカー選手
- 巻上公一 - 音楽家